# Единбург (Вирџинија)
Единбург (Вирџинија) (енгл. Edinburg) град је у америчкој савезној држави Вирџинија. По попису становништва из 2010. у њему је живело 1.041 становника.

## Демографија
Према попису становништва из 2010. у граду је живело 1.041 становника, што је 228 (28,0%) становника више него 2000. године.
| Група             | 2000.       | 2010.       |
| Белци             | 736 (90,5%) | 890 (85,5%) |
| Афроамериканци    | 1 (0,1%)    | 24 (2,3%)   |
| Азијати           | 0 (0,0%)    | 1 (0,1%)    |
| Хиспаноамериканци | 71 (8,7%)   | 115 (11,0%) |
| Укупно            | 813         | 1.041       |